# Studzionka (Silésie)
Pour les articles homonymes, voir Studzionka.
Studzionka est une localité polonaise de la gmina et du powiat de Pszczyna en voïvodie de Silésie.